# Абдельсалам аль-Маджалі
Абдельсалам аль-Маджалі (араб. عبد السلام المجالي; 18 лютого 1925 — 3 січня 2023) — йорданський політик, двічі очолював уряд Йорданії наприкінці XX століття.

## Життєпис
Вивчав медицину в Університеті Дамаска, здобувши 1949 року дипломом отоларинголога. Від 1953 до 1956 року працював за фахом у військовому шпиталі.
У 1969—1971 роках обіймав посаду міністра охорони здоров'я. 1973 став професором медичного факультету Університету Йорданії. Від 1976 до 1979 року очолював міністерство освіти.
У 1993-1995 роках очолював уряд, одночасно обіймаючи посади міністра закордонних справ та оборони. Вдруге сформував свій кабінет 1997 року. За його врядування було підписано мирний договір з Ізраїлем.